# Corberó, SA
Corberó SA va ser una empresa d'electrodomèstics catalana iniciada el 1930 per Pere Corberó Trepat i absorbida el 1988 per la multinacional Electrolux. Posteriorment Electrolux ha mantingut la marca per comercialitzar part dels seus productes.
La història de l'empresa Corberó comença el 1930 al taller de Pere Corberó Trepat al carrer Gelabert de Barcelona amb la fabricació de petits fornets de gas per a la xarxa de gas ciutat. Passada la postguerra, Pere Corberó aprofita l'expansió del gas butà en bombones per tot el país per iniciar amb èxit la fabricació de cuines i escalfadors.
L'any 1960 es constitueix l'empresa Corberó SA i es construeix la primera fàbrica d'Esplugues de Llobregat, que posteriorment s'amplia amb una nova factoria a Castellbisbal.
Durant les dècades de 1960 i 1970 i els primers anys dels 80, l'empresa viu el seu millor moment, amb 2.500 treballadors el 1973 i una producció de fins a 3.000 aparells al dia el 1976, entre rentadores, assecadores, rentavaixelles, neveres, cuines, forns i escalfadors. Aquests anys Corberó també destaca per la intensa publicitat dels seus productes, amb un eslògan que es fa famós: Desde luego, Corberó.
L'any 1988, després d'uns anys de crisi, l'empresa és absorbida per la multinacional sueca Electrolux, amb una important aportació econòmica de la Generalitat per assegurar el manteniment de la producció. Malgrat tot, l'any 1996 Electrolux ven les antigues instal·lacions d'Esplugues i Castellbisbal a l'empresa italiana Iar Sirtal, que tancarà les instal·lacions l'any 2000, deixant centenars de treballadors al carrer.
Per la seva banda, a 2024 Electrolux continua venent productes la marca Corberó fabricats en la planta de Sagunt, amb la seu central a Castelldefels.